# Дебельн
Дебельн (нім. Döbeln) або Доблин (в.-луж. Doblin) — місто у Німеччині, районний центр, у землі Саксонія. Підпорядкований адміністративному округу Хемніц. Входить до складу району Середня Саксонія.
Площа — 84,55 км2. Населення становить 23 467 ос. (станом на 31 грудня 2020). Офіційний код — 14 3 75 030.

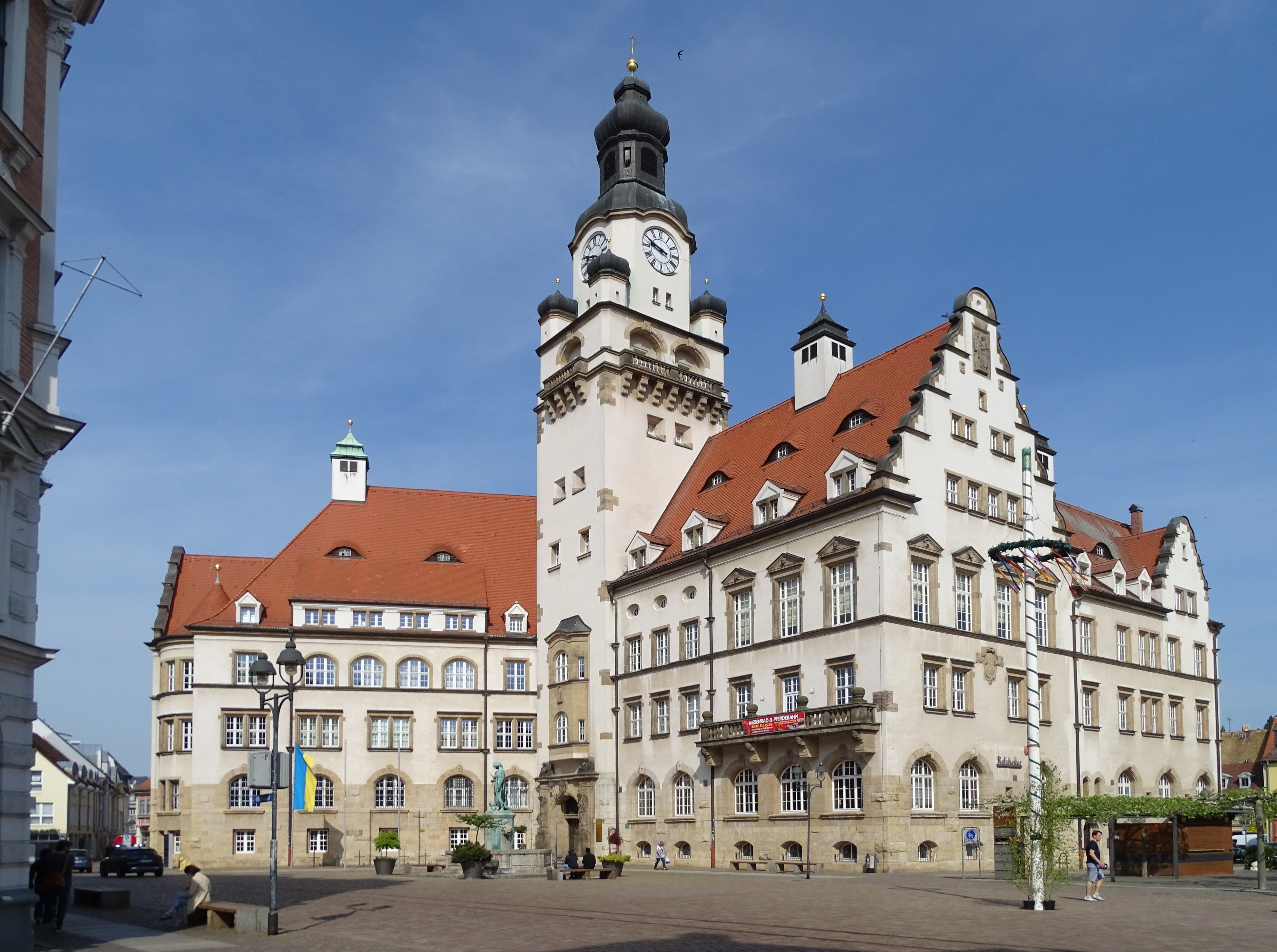
Ратуша Дебельна. 2022

Місто поділяється на 15 міських районів.

## Галерея

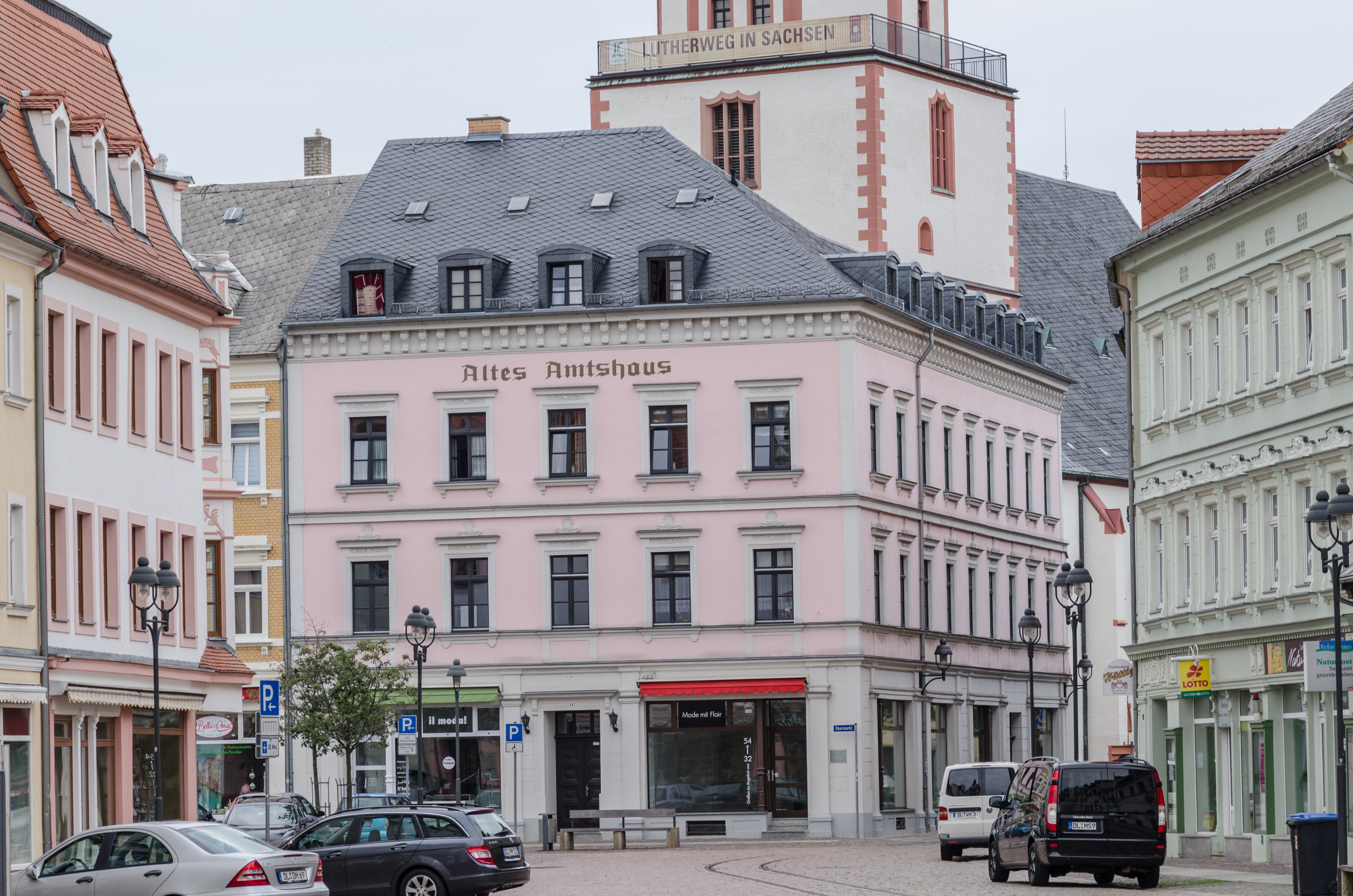
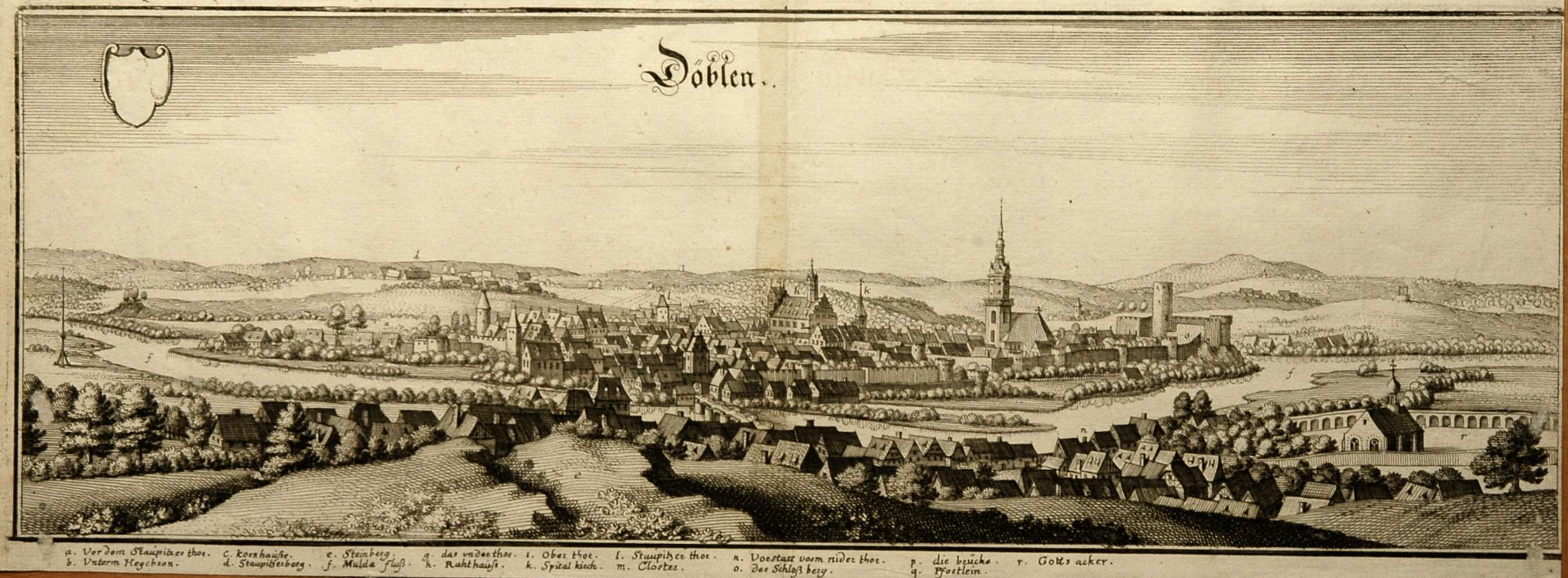
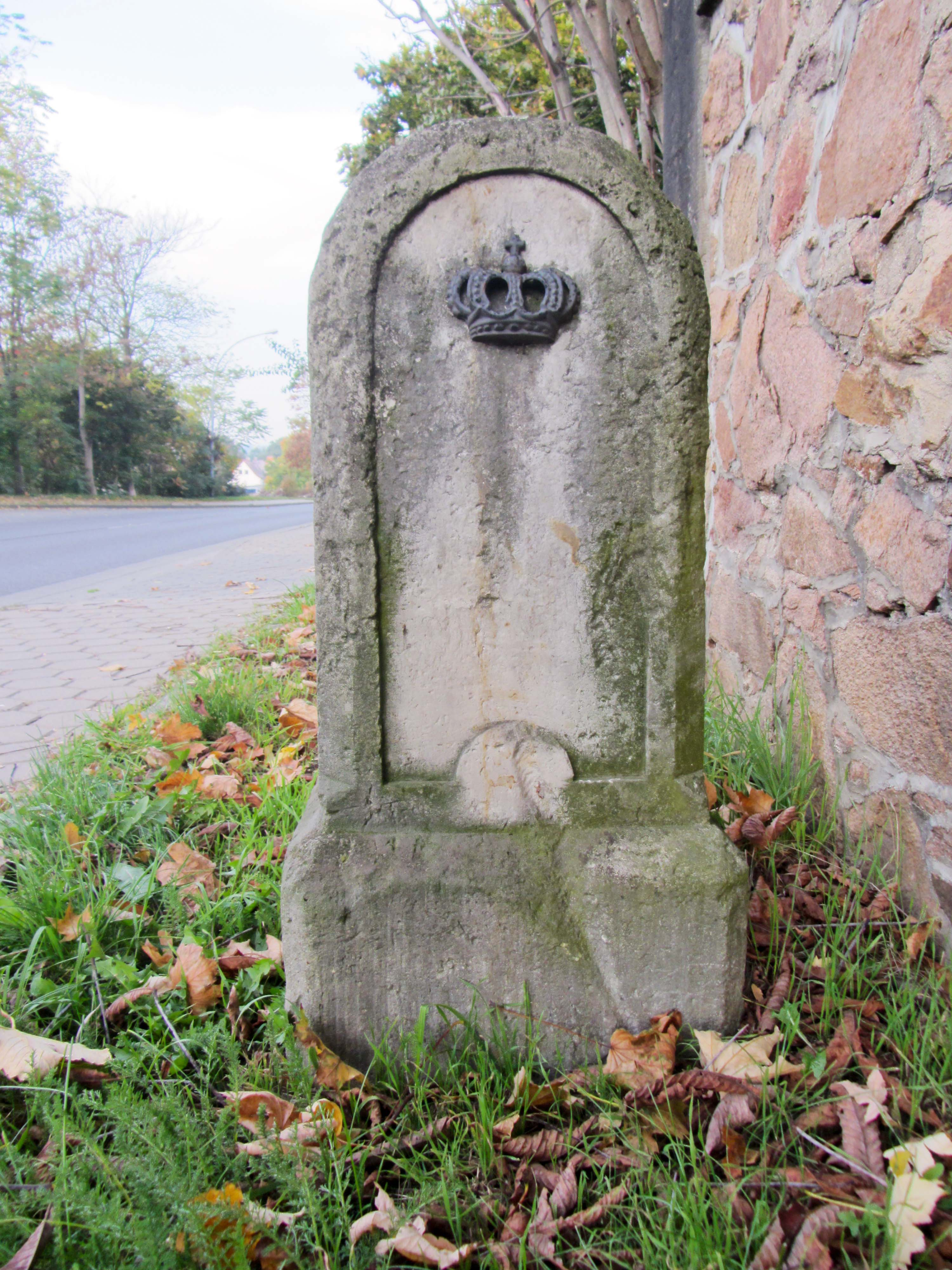
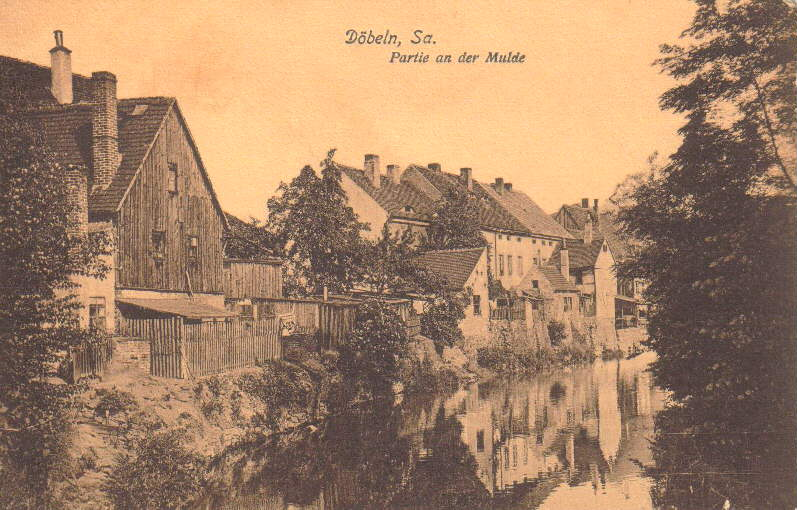
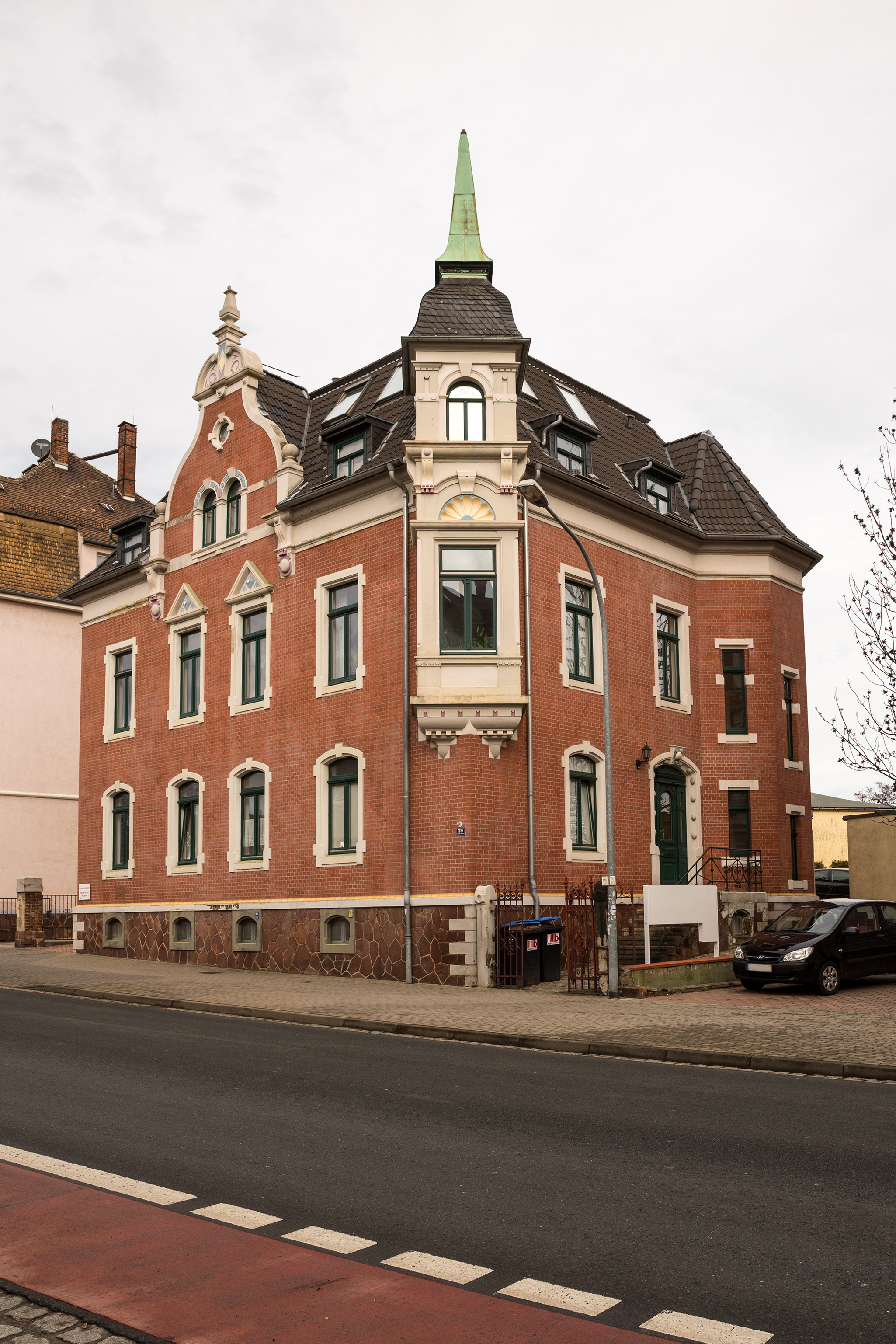
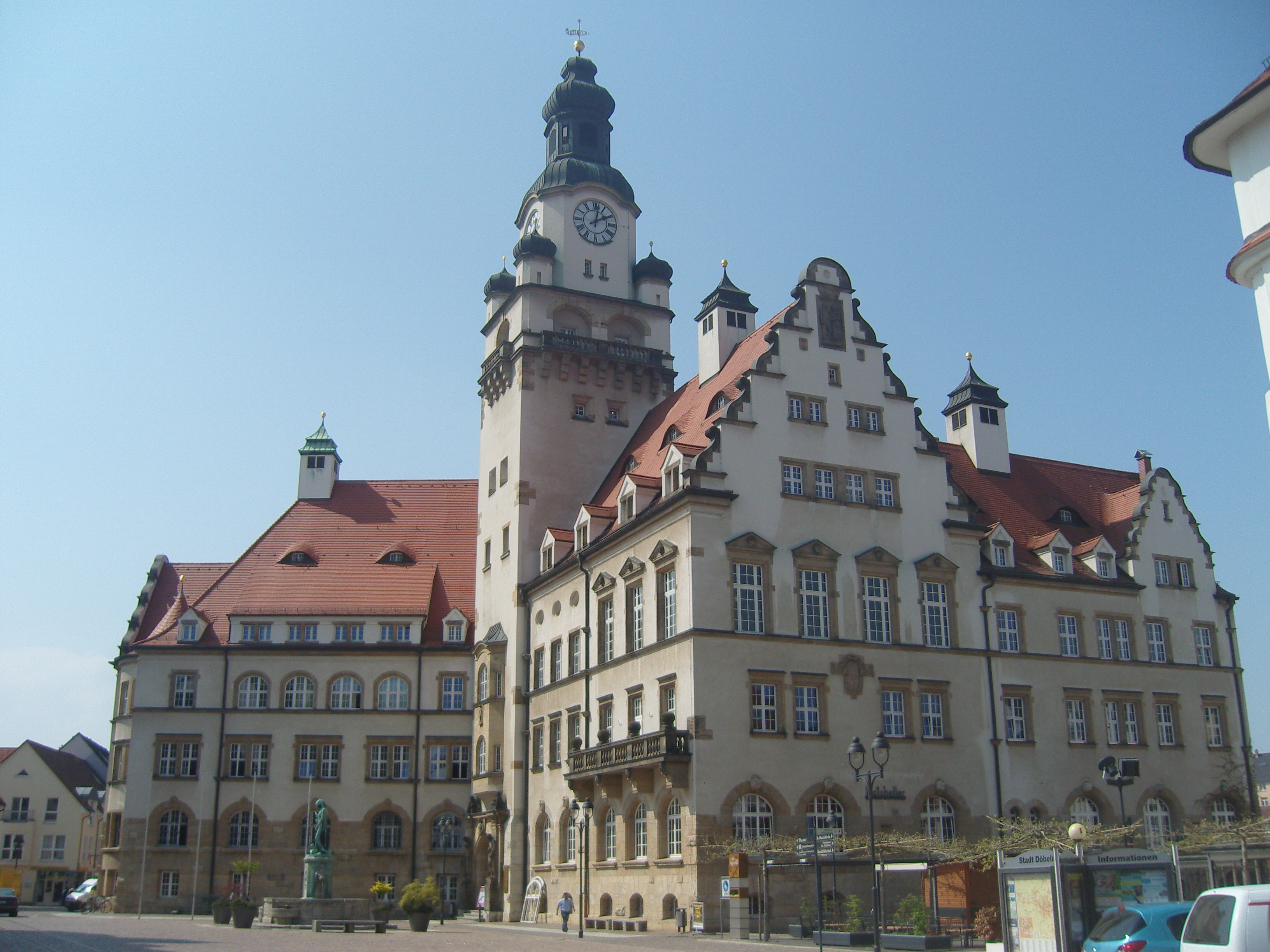

## Особистості, пов'язані з містом
- Еріх Геккель (1883—1970) — німецький художник-експресіоніст.
- Гельмут Розенбаум (1913—1944) — німецький офіцер-підводник, корветтен-капітан крігсмаріне. Кавалер Лицарського хреста Залізного хреста.